# Préfecture de Bandar-e Anzali
Le préfecture de Bandar-e Anzali est une préfecture de la province du Gilan en Iran, sa capitale est Bandar-e Anzali. La préfecture ne compte qu’une seule ville : Bandar-e Anzali.